# Заселица (Пеновский район)
Заселица — деревня в Пеновском районе Тверской области.

## География
Находится в западной части Тверской области на расстоянии приблизительно 32 км на запад-северо-запад по прямой от железнодорожной станции Пено на южном берегу озера Долгое.

## История
Деревня была показана на карте Менде (состояние местности на 1848 год). В 1859 году здесь (деревня Осташковского уезда) было учтено 3 двора. До 2020 года входила в Ворошиловское сельское поселение Пеновского района до их упразднения. Здесь находилось охотхозяйство «Горские Устья».

## Население
Численность населения: 20 человек (1859 год), 8 (русские 100%) 2002 году, 1 в 2010.